# Tibor Sedlický
Tibor Sedlický (Poltár, 1924. április 2. – 2004. július 27.) zenepedagógus, karmester.

## Élete
1939-1943 között a besztercebányai tanárképzőn tanult, 1955-1959 között a pozsonyi Pedagógiai Főiskolán végzett. 1975-ben kisdoktorit, majd nagydoktorit szerzett, 1981-től docens.
1943-1945 között a poprádi népiskola, 1947-1949 között a poltári városi iskola, 1950-1954 között a körmöcbányai középiskola tanára, majd 1954-195 között a kelői nemzeti iskola igazgatója. 1957-1965 között turócszentmártoni Pedagógiai Intézet pozsonyi részlegén dolgozott. 1965-től a besztercebányai Pedagógiai Karon tanított, illetve 1995-1999 között külsősként a besztercebányai J. L. Bella konzervatóriumban.
1951-1996 között a szlovák tanárok énekkarában működött, valamint a besztercebányai Hron énekkarban is. 1968-2000 között a besztercebányai járási népművelő központban is dolgozott. 1969-1979 között alapító karmestere a besztercebányai Pedagógiai kar Mladosť énekkarának.

## Művei
- 1973 Dějiny hudební výchovy v českých zemích a na Slovensku. Praha.
- 1996-2000 K dejinám zborového spevu na Slovensku I-V. Banská Bystrica.